# Tokyo One Piece Tower
Tokyo One Piece Tower war ein Indoor-Freizeitpark für die japanische Manga-Serie One Piece. Er wurde am 13. März 2015 eröffnet und befand sich im Tokyo Tower. Seit seiner Eröffnung hatte er eine Teilrenovierung durchzogen und wurde am 18. Juni 2016 neu eröffnet.
Er bot Spiele und Attraktionen basierend auf den Charakteren der Strohhutpiraten-Bande von One Piece, Unterhaltungsshows, Merchandise-Shops, Restaurants und wechselnde Events und Kampagnen.
Das Grundkonzept des ganzen Parks ist eine Insel der Neuen Welt namens „Tongari Island“ (トンガリ島, トンガリ bedeutet in dem Falle „spitz“, angelehnt an die Form des Tokyo Tower), welche die Strohhutpiraten besuchen und dort Spiele für ihre Fans und die Inselbewohner veranstalten. Der Anführer der Insel ist Tongari-Teleschnecke, welche hin und wieder auftaucht und als Leiter für einige Attraktionen agierte.
Im Zuge der COVID-19-Pandemie wurde der Indoor-Freizeitpark am 28. Februar geschlossen, doch nahm er den Betrieb nicht, wie geplant, wieder auf. Am 4. Juli 2020 wurde bekannt gegeben, dass der Tokyo One Piece Tower seine Tore zum 31. Juli 2020 nach über fünf Jahren endgültig schließen wird.

## Attraktionen und Spiele

### 360 Log Theatre -The World of One Piece
Dies ist eine experimentelle Attraktion, die sich direkt am Eingang des Parks befindet und welche die Besucher als erstes ansehen. Es werden Abenteuer der Strohhutpiraten aus dem One Piece Manga auf eine 360° Wand projiziert.

### Luffy's Endless Adventure
Dies ist eine Walktrough-Attraktion, welche die Abenteuerhistorie des Protagonisten, Monkey D. Ruffy, und seiner Kameraden zeigt. Sie ist im fünften Stockwerk. Es gibt lebensgroße Statuen der Charaktere, Miniaturen und Ausstellungstafeln. Es gibt auch ein Kino, das eine originale Geschichte zeigt, die man nur im Tokyo Tower sehen kann.

### Zoro's Soul of Edge
Dies ist ein interaktives Spiel basierend auf dem Charakter Lorenor Zorro. Darin befindet sich ein von Zorro errichtetes Dojo und der Spieler muss versuchen, Kanonenkugeln der Marine auf einem Bildschirm zu zerschlagen mithilfe von Zorros Fähigkeiten. Auch sind einige Schwerter der One Piece Welt ausgestellt.

### Nami's Casino House
Dies ist eine interaktive Attraktion basierend auf der Navigatorin der Bande, Nami. Es ist ein Kasino-Spiel, wo der Spieler eine bestimmte Menge an Berry, die Währung der One Piece Welt, wetten muss, um ein Drei-Punkte-Match zu gewinnen. Der Gewinner erhält eine VIP Karte.

### Usopp's Road to Sogeking
Dies ist ein interaktives Spiel basierend auf dem Charakter Lysop. Der Spieler muss Marinesoldaten mit einer Schleuder anschießen, Lysops primärer Waffe für einen Teil der Geschichte. Der letzte Feind ist die Weltregierung.

### Chopper's Thousand Sunny Tours
Dies ist eine interaktive Tour-Attraktion, geleitet vom Charakter Tony Chopper. Die ganze Attraktion imitiert das Innere des zweiten Schiffes der Strohhutpiraten, die Thousand Sunny. Es beinhaltet die Küche und den Essensbereich, Namis und Robins Schlafzimmer und andere Räumlichkeiten.

### Robin's Finding Ponegliff
Dies ist ein interaktives Spiel basierend auf dem Charakter Nico Robin. Es involviert den ganzen Park, wobei der Spieler eine Transponderschnecke bekommt und damit viele alte Buchstaben finden muss, welche über den ganzen Park verteilt sind, um am Ende ein altes Porneglyph zu entdecken.

### Franky's Park
Dies ist ein Abschnitt für den Charakter des Schiffshandwerkers, Franky. Es gibt eine Pinball-Maschine namens „Frankys Ball Run“ in Frankys Körperform, einen bunten Kinderbereich mit Spielzeug und ein kleines Café namens „Frankys Cola Bar“, welches kleine Gerichte anbietet.

### Brook's Horror House
Dies ist ein Gruselhaus basierend auf dem Charakter Brook. Dem Spieler wird ein Salzball (塩玉) gegeben, um einen Zombie innerhalb der Attraktion zu besiegen.

### Tongari Island Photo Spots
Es gibt einige Plätze im Park, um Fotos mit lebensgroßen Statuen, Porträts und speziellen Ausstellungsstücken zu machen.

### Live Show
Es gibt auch eine Live-Show, in welcher die One Piece Charaktere, von Schauspielern gespielt, eine Abenteuergeschichte live auf der Bühne vorführen. Es sind rund vier bis sechs Veranstaltungen pro Tag. Die Geschichte ändert sich je Saison.

## Läden und Restaurants

### Tongari Store
Dies ist ein Merchandise-Laden innerhalb des Parks, welcher exklusive Dinge anbietet, die es nur im Tokyo Tower gibt.

### One Piece Mugiwara Store
Dies ist ein offizieller Merchandise-Laden, welcher außerhalb des Parkes im Erdgeschoss des Tokyo Tower ist. Auch er bietet Dinge um One Piece an, welche auch teilweise exklusiv für den Tokyo Tower sind.

### Café Mugiwara
Dies ist ein Bibliotheks-Café, welches sich im ersten Stock des Towers befindet. Er bietet Gerichte und Getränke an, welche durch One Piece inspiriert wurden. Außerdem gibt es Bücher und Comics um One Piece, welche Gäste lesen können.

### Sanji's Oresama Restaurant
Dies ist ein Restaurant, welches vom Koch der Strohhutpiraten, Sanji, geleitet wird. Es befindet sich im ersten Stock neben dem Mugiwara Café. Es bietet einen Buffet-Stil von 11–15 Uhr an und einen Karten-Stil von 15–20 Uhr an.
„Oresama (俺様)“ ist eine narzisstische Weise, in der japanischen Sprache „ich“ zu sagen, wie es von Sanji genutzt wird in One Piece. (Wörtlich: „Das sehr verehrte Ich.“) Eine Statue von ihm steht zwischen dem Café und dem Restaurant.
Die Innenausstattung imitiert einige Dinge von One Piece, wie einen Schiffsmast, Gefängnisbars und vieles mehr.